# 697 Galilea
Galilea (asteroide 697) é um asteroide da cintura principal com um diâmetro de 80,14 quilómetros, a 2,432822 UA. Possui uma excentricidade de 0,1556835 e um período orbital de 1 786,5 dias (4,89 anos).
Galilea tem uma velocidade orbital média de 17,54648801 km/s e uma inclinação de 15,14206º.
Este asteroide foi descoberto em 14 de Fevereiro de 1910 por Joseph Helffrich.